# Усатово (село, Одесская область)
Усатово (укр. Усатове) — село, относится к Одесскому району Одесской области Украины; расположено на Хаджибейском лимане, курорт «Хаджибей».
Население по переписи 2001 года составляло 8483 человека. Почтовый индекс — 67663. Телефонный код — 482. Занимает площадь 4,53 км². Код КОАТУУ — 5121085201.
По имени села  E. P. Лагодовской и М. Ф. Болтенко названа усатовская культура.
Село было основано запорожскими казаками в 1775 году. По легенде первый житель и тот кто основал первый хутор был Тимофей Усатый (отсюда и название села), который был казаком с пышными усами. 
В 1775 году было основано Усатовское кладбище, где запоржцы хоронили своих погибших.
С 1803 по 1917 входит в состав Одесского градоначальства. Потом некоторое время состоит в Одесской городской думе.
С 1920 по 1923 существует усатовская волость.
С 1923 по 1962 год Усатово входит в состав Одесского района. Примерно с 1923 по 1945 года скорее всего существует Усатовский сельский совет. 
В 1951 создан Усатовский посёлковый совет, который в 1952 был ликвидирован и вошел в состав Ленинского района города Одессы.
8 апреля 1960 году Усатово становится отдельным населённым пунктом в составе Нерубайского сельского совета.
9 апреля 1971 года был образованый Усатовский сельский совет.

## Местный совет
67663, Одесская обл., Одесский р‑н, с. Усатово, пер. Урядовый, 63

## Известные уроженцы, жители
Герой Советского Союза Пётр Вернидуб родом из Усатово.

## Инфраструктура
Усатовский лицей имени П. Д. Вернидуба

## Галерея
- Усатовский лицей мени П. Д. Вернидуба
- Церковь Рождества Пресвятой Богородицы
- улицы Усатова
- Курган на кладбище
- Мемориал жертвам войны возле церкви